# Bartošovce
Bartošovce este o comună slovacă, aflată în districtul Bardejov din regiunea Prešov. Localitatea se află la altitudinea de 355 m deasupra n.m., se întinde pe o suprafață de 11,23 km2 și în 2017 număra 721 de locuitori. Se învecinează cu comuna Hertník.

## Istoric
Localitatea Bartošovce este atestată documentar din 1427.

## Demografie
| An:                | 1994 | 2004   | 2014   | 2024   |
| ------------------ | ---- | ------ | ------ | ------ |
| Număr de persoane: | 707  | 724    | 718    | 774    |
| Diferență:         |      | +2,40% | −0,82% | +7,79% |

| An:                | 2023 | 2024   |
| ------------------ | ---- | ------ |
| Număr de persoane: | 758  | 774    |
| Diferență:         |      | +2,11% |